# سلطة مركزية

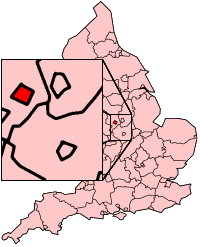

السلطة المركزية هي عبارة عن وكالة أو منظمة يتم تعيينها لكي تلعب دور وسيط رئيسي في إطار تنفيذ وتشغيل معاهدة دولية في مجال القانون الدولي الخاص.
قبل اتفاقية لاهاي للأدلة واتفاقية لاهاي للخدمات لعامي 1965 و1970 م، تقوم أغلب المعاهدات بتحديد وكالتين منفصلتين، على التوالي، لإرسال وتلقي التماسات وطلبات المعاهدات مع الوكالات المقابلة لها في الدول الأجنبية. وقد قامت اتفاقيتا عامي 65 و70 بتوحيد هذه القواعد في سلطة مركزية مفردة. كما طلبت المعاهدات المستقبلية، مثل اتفاقية لاهاي للاختطاف أن تقوم السلطة المركزية في كل دولة بالتعامل مع الاتصالات ثنائية الاتجاهات مع المحاكم المحلية والوكالات الإدارية والسلطات المركزية الأجنبية. ولم تقم اتفاقية الاختطاف بتأسيس السلطات المركزية فقط التي تسهل الاتصالات ثنائية الاتجاهات، بل قامت كذلك بتوفير قائمة تنظيف بالتزامات إضافية لهذه السلطات الجديدة مع فرض لغة تطلب من السلطات المركزية اتخاذ «أي وكل الإجراءات» اللازمة لتحقيق أهداف الاتفاقية والتعاون مع السلطات المركزية الأخرى للقيام بنفس الأمر. وكل هذه الالتزامات الجديدة أكدت على الحاجة إلى التعاون الدولي بين الدول الأطراف من أجل تحقيق أهداف الاتفاقية.